# Артем Долгопят
Арте́м Долгопя́т (нар. 16 червня 1997  Дніпропетровськ, Україна) — ізраїльський гімнаст. Олімпійський чемпіон у вільних вправах на Олімпійських іграх у Токіо, Японія. Дворазовий срібний призер чемпіонату світу, чемпіон та призер чемпіонату Європи. Перший в історії Ізраїлю срібний призер чемпіонату світу  та дворазовий призер одного чемпіонату Європи. Спортсмен з 2017 року в Ізраїлі.

## Біографія
Народився в Дніпропетровську, Україна, в єврейській родині. Батько працював техніком-електриком на залізниці, мати — продавчинею в магазині. Коли було 12 років, як дворазовому чемпіону України у своїй віковій категорії пропонували переїхати до Києва тренуватися в збірній України, але через важкий економічний стан родина наважилась на репатріацію до Ізраїлю.
З 2017 року служить в ЦАХАЛі, поєднуючи щоденні тренування з п'ятигодинною службою на базі Тель ха-Шомер.

## Кар'єра
Батько сам займався спортивною гімнастикою, тому шестирічного Артема привів до залу. Починав з одного тренування на тиждень з поступовим збільшенням навантаження, поки з 11 років не почав тренуватися професійно. Старший брат теж займався спортивною гімнастикою.

#### 2014
Брав участь у літніх юнацьких Олімпійських іграх 2014 у Нанкіні, Китай, продемонструвавши десятий результат у багатоборстві, п'яте місце в опорному стрибку та восьме — у вільних вправах. Через жорсткий килим травмував спину.

#### 2015
На дебютному на дорослому рівні чемпіонаті Європи посів 22 місце в багатоборстві.
На чемпіонаті світу показав 103-й результат у багатоборстві, до фіналів в окремих видах не кваліфікувався.

#### 2016
Через травму спини, якої зазнав на літніх юнацьких Олімпійських іграх 2014 і яка постійно турбувала сильними болями, мусив узяти тримісячну паузу в тренуваннях.

#### 2017
На етапі кубку світу в Баку, Азербайджан, вирішив продемонструвати один з найскладніших і найнебезпечніших елементів вільних вправ — потрійне сальто назад, яке названо на честь олімпійського чемпіона 1988 року Валерія Люкіна. Однак організатори змагань увімкнули тільки один прожектор, тому через погану видимість і засліплення спортсмен приземлився на шию. На щастя, обійшлось без важкої травми — обмежився тріщиною в пальці.
На чемпіонаті Європи у вільних вправах зупинився за крок до п'єдесталу, поступившись товаришу по збірній Олександрові Шатілову.
На чемпіонаті світу, що проходив у жовтні в Монреалі, виступав з травмою ноги, якої зазнав за два тижні до турніру. Кваліфікувався до фіналу у вільних вправах, однак на ногу ступити не міг. Проте у фіналі впорався з елементами та виборов першу у власній кар'єрі та в історії Ізраїлю срібну нагороду чемпіонату світу.

#### 2018
На чемпіонаті Європи у вільних вправах здобув першу в кар'єрі медаль чемпіонату Європи — срібну.
Через складні дипломатичні стосунки між Ізраїлем та господарем чемпіонату світу (Катар не визнає Ізраїль) участь команди Ізраїлю в першому кваліфікаційному турнірі на Олімпійські ігри в Токіо була під питанням. Згодом Катар надав візи спортсменам, гарантував безпеку й використання прапору та гімну Ізраїля. Однак протягом трьох місяців Артем, сержант ЦАХАЛу, не міг отримати дозвіл від армії на поїздку до Катару, який надали за добу до вильоту. Артем мріяв піднятися на п'єдестал та підняти прапор Ізраїлю в Катарі, першій арабській країні, де виступали спортсмени з Ізраїлю, але у фіналі вільних вправ продемонстрував п'ятий результат.

#### 2019
На чемпіонаті Європи повторив результат попередньої континентальної першості: здобув срібну медаль у вільних вправах.
На ІІ Європейських іграх у Мінську, Білорусь, виступав з травмою ноги, якої зазнав на тренуванні за два тижні до ігор, ударившись об металеву частину трампліна, тому не зміг кваліфікуватися до фіналів в окремих видах.
На чемпіонаті світу в Штутгарті, Німеччина, став срібним призером у вільних вправах, що дало змогу здобути особисту ліцензію на Олімпійські ігри в Токіо.

#### 2020
У грудні під час пандемії коронавірусу на чемпіонаті Європи в Мерсіні, Туреччина, вперше в кар'єрі став чемпіоном Європи, здобувши перемогу у вільних вправах, а також додав бронзову нагороду в опорному стрибку, чим уперше зміг завоювати медаль не у вільних вправах. Став першим в історії Ізраїлю гімнастом, якому вдалося вибороти дві медалі на одній континентальній першості.

## Результати на турнірах
| Рік  | Змагання                  | КБ | ІБ  | Вільні вправи | Кінь | Кільця | Опорний стрибок | Паралельні бруси | Перекладина |
| ---- | ------------------------- | -- | --- | ------------- | ---- | ------ | --------------- | ---------------- | ----------- |
| 2014 | Юнацькі Олімпійські ігри  |    | 10  | 8             |      |        | 5               |                  |             |
| 2015 | Чемпіонат Європи          |    | 22  |               |      |        |                 |                  |             |
| 2015 | Чемпіонат світу           |    | 103 |               |      |        |                 |                  |             |
| 2017 | Чемпіонат Європи          |    |     | 4             |      |        |                 |                  |             |
| 2017 | Чемпіонат світу           |    |     | 2             |      |        |                 |                  |             |
| 2018 | Чемпіонат Європи          |    |     | 2             |      |        |                 |                  |             |
| 2018 | Чемпіонат світу           |    |     | 5             |      |        |                 |                  |             |
| 2019 | Чемпіонат Європи          |    |     | 2             |      |        |                 |                  |             |
| 2019 | Чемпіонат світу           |    |     | 2             |      |        |                 |                  |             |
| 2020 | UKRAINE INTERNATIONAL CUP | *  |     | 1             |      |        |                 |                  |             |
| 2020 | Чемпіонат Європи          | 4  |     | 1             |      |        | 3               |                  |             |
| 2021 | Кубок виклику в Осієці    |    |     | 7             |      |        |                 |                  |             |
| 2021 | Кубок світу в Досі        |    |     | 1             |      |        |                 |                  |             |
| 2021 | Олімпійські ігри          |    |     | 1             |      |        |                 |                  |             |
| 2022 | Кубок світу в Котбусі     |    |     | 6             |      |        | 7               |                  |             |
| 2022 | Кубок світу в Досі        |    |     | 1             | 6    |        | 7               |                  |             |
| 2022 | Кубок світу в Каїрі       |    |     | 1             | 13   |        | 3               |                  |             |
| 2022 | Кубок світу в Баку        |    |     | 1             | 14   |        | 3               |                  |             |
| 2022 | Чемпіонат Європи          |    |     | 1             | 78   |        |                 | 29               | 55          |
| 2022 | Кубок виклику в Осієку    |    |     | 31            | 7    |        | 10              |                  |             |
| 2022 | Кубок виклику в Парижі    |    |     | 8             | 25   |        | 3               |                  |             |
| 2022 | Кубок виклику в Сомбатхеї |    |     | 4             | 4    |        | 7               |                  |             |
| 2022 | Чемпіонат світу           |    |     | 73            | 16   |        | 12              |                  |             |
| 2023 | Кубок світу в Котбусі     |    |     | 1             | 25   |        | 4               |                  |             |
| 2023 | Кубок світу в Досі        |    |     | 1             | 40   |        |                 |                  |             |
| 2023 | Чемпіонат Європи          | 13 | 16  | 2             | 40   | 51     |                 | 45               | 48          |
| 2023 | Чемпіонат світу           | 16 | 9   | 1             | 39   | 87     |                 | 53               | 42          |
| 2024 | Чемпіонат Європи          |    | 8   | 2             |      |        |                 |                  |             |
| 2024 | Олімпійські ігри          |    |     | 2             |      |        |                 |                  |             |

*змішана команда